# 超低温冷却
溫度可低于负153摄氏度或120开尔文的制冷设备， 通常被称为低温冷却器。在航空航天科技、低温物理学、低温电子学等领域有非常重要的应用。该术语最常用于较小的系统，通常是桌面大小，输入功率小于约20千瓦。有些系统的输入功率可低至 2–3 W。大型系统，例如用于冷却粒子加速器中的超导磁体的系统，通常称为低温制冷机。它们的输入功率可高达 1 MW。在大多数情况下，低温冷却器使用低温流体作为工作物质，并使用运动部件使流体以热力学原理循环。流体通常在室温下压缩，在热交换器中预冷，然后在某个低温下膨胀。返回的低压流体在进入压缩机进气口之前经过热交换器以预冷高压流体，然后重复该循环。

## 理想的热交换器和再生器
热交换器是所有制冷机的重要组成部分。理想的热交换器没有流动阻力，出口气体温度与热交换器的（固定）本体温度T X相同。完美的热交换器也不会影响气体的入口温度T i 。
以振荡流运行的制冷器的一个重要组成部分是再生器。再生器由固体多孔材料基质组成，例如颗粒或金属筛，气体在其中来回流动。材料会周期性地储存和释放热量。再生器要求与气体的热接触必须良好，又要求基体的流动阻力必须低。蓄热器的热力学和流体力学性质较为复杂，因此通常采用简化模型。在其最极端的形式中，理想的再生器具有以下特性：
- 材料的大体积热容量；
- 气体与基质之间完美的热接触；
- 零流动阻力；
- 零孔隙率（这是气体的体积分数）；
- 流动方向导热系数为零；
- 气体是理想的。

近几十年来制冷机领域的进步在很大程度上是由于开发了具有低于 10 K的高热容量的新材料。

## 斯特林制冷机

### 组件

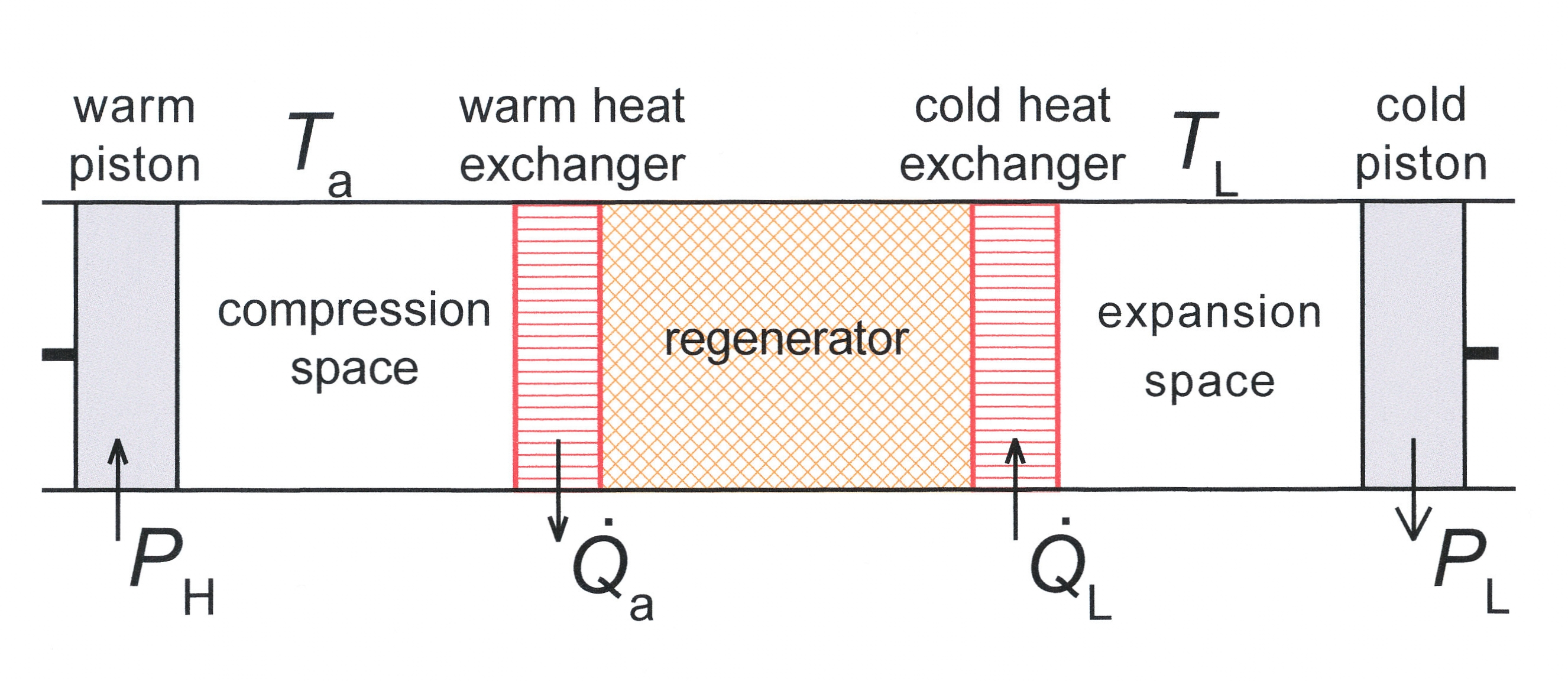
图 1 斯特林冷却器示意图。该系统具有一个处于环境温度T _{a}的活塞和一个处于低温T _{L}的活塞。

斯特林型制冷器的基本类型如图 1 所示。它包括（从左到右）：
- 一个活塞
- 压缩空间和热交换器（均在环境温度T a下）
- 再生器
- 热交换器
- 扩展空间
- 一个活塞（都处于低温T L ）。

在温度T a和T L下，与周围环境的左右热接触应该是完美的，因此压缩和膨胀是等温的。在膨胀期间执行的工作用于减少总输入功率。通常采用液氦作为工作流体。

### 冷却循环

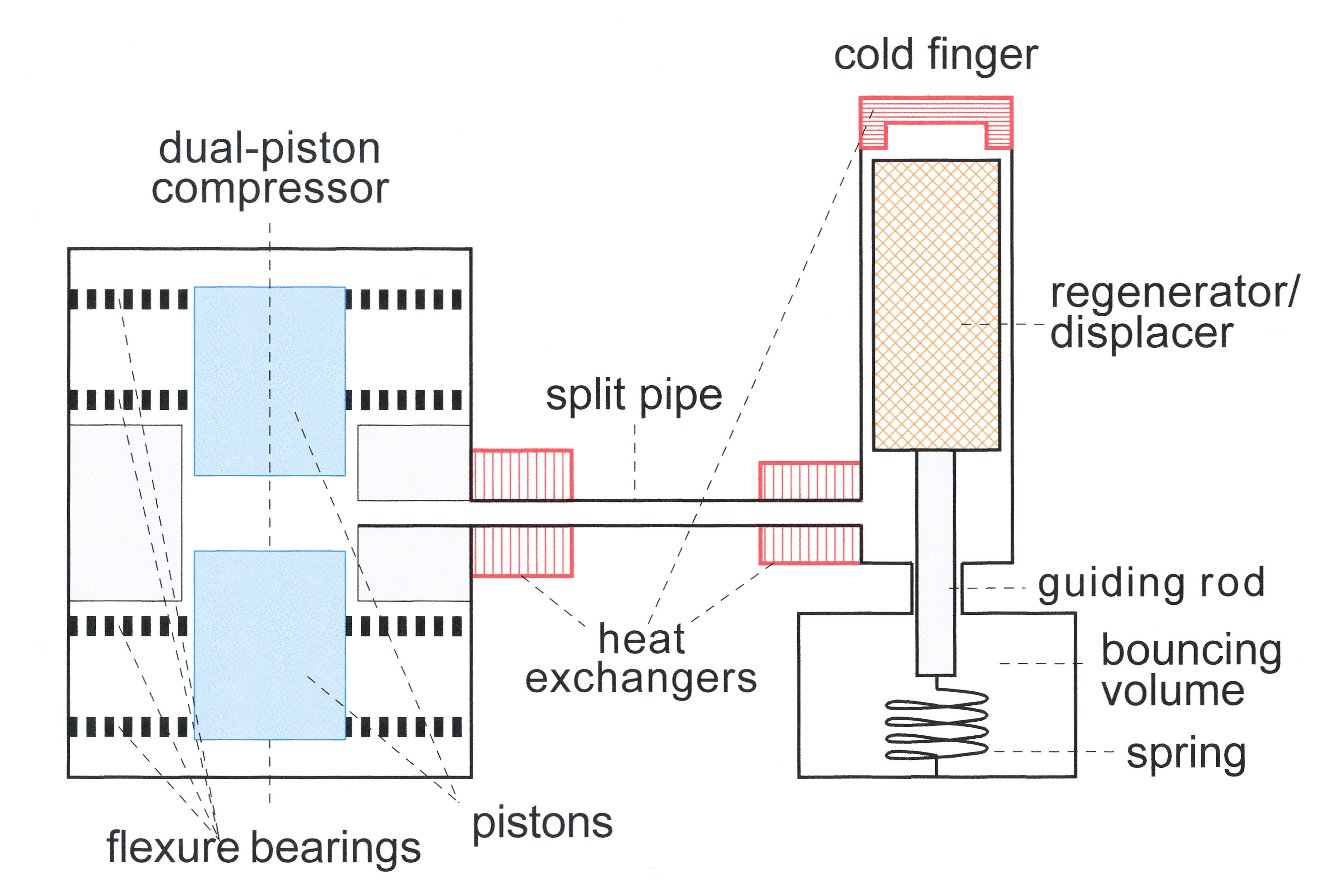
图 4 分对斯特林制冷机示意图。冷却功率被提供给指状冷冻器的热交换器。通常热流非常小，以至于不需要在分流管周围设置物理热交换器。

如图 2 所示，冷却循环分为 4 个步骤。当两个活塞位于最左侧位置时，循环开始：
- 从a到b。当冷活塞固定时，热活塞向右移动。压缩气体在热端的温度是等温的（根据定义），因此热量Q a在环境温度T a下释放到周围环境。
- 从 b 到 c。两个活塞向右移动。两个活塞之间的体积保持不变。热气体以温度T a进入再生器并以温度T L离开它。气体向蓄热材料放出热量。
- 从 c 到 d。冷活塞向右移动，而热活塞固定不动。膨胀是等温的，热量Q L被吸收。这就是有用的冷却能力。
- 从 d 到 a。两个活塞向左移动，而总体积保持不变。气体以低温T L进入蓄热器，并以高温T a离开蓄热器，因此热量从蓄热材料中带走。在此步骤结束时，冷却器的状态与开始时相同。

## GM-制冷机

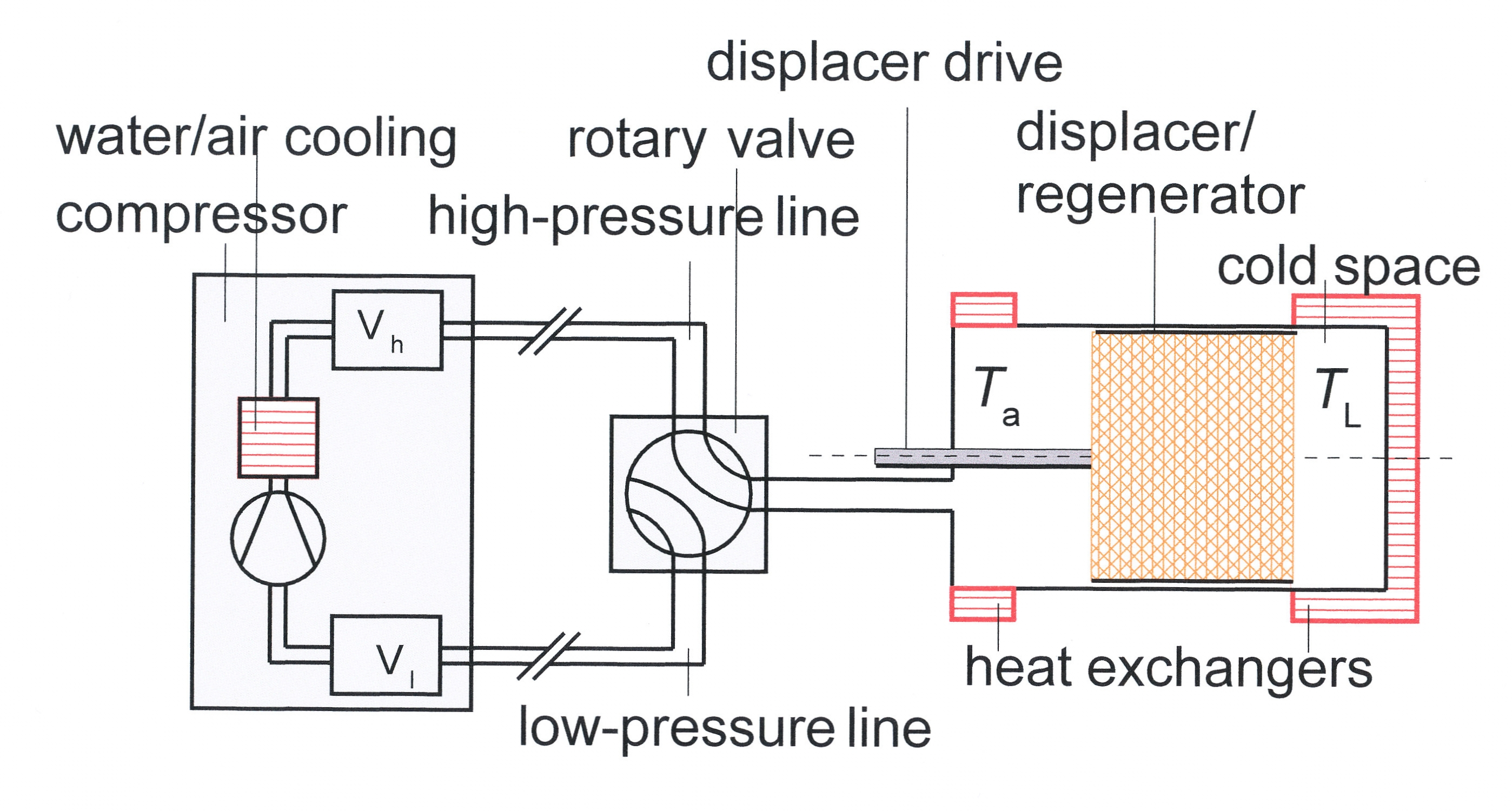
图 5 GM 冷却器的示意图。 V _{l}和V _{h}是压缩机的缓冲容积。压缩热通过热交换器由压缩机的冷却水带走。旋转阀将冷却器交替连接到压缩机的高压侧和低压侧，并与置换器同步运行。

Gifford-McMahon (GM) 冷却器已广泛应用于许多低温系统，例如 MRI 和低温泵。图5是示意图。压力在10—30巴（150—440磅力每平方英寸）范围是工作流体。冷头包含压缩和膨胀空间、蓄热器和置换器。通常蓄热器和置换器合二为一。冷头中的压力变化是通过旋转阀将其周期性地连接到压缩机的高压侧和低压侧来获得的。它的位置与置换器的运动同步。在阀门打开和关闭过程中会发生不可逆过程，因此 GM 冷却器具有固有损失。这是这种冷却器的明显缺点。优点是压缩机和置换器的循环频率是不耦合的，因此压缩机可以以电力线频率（50 或 60 Hz) 而冷头的周期为 1 赫兹。通过这种方式，压缩机的排量可以比冷却器的排量小 50 或 60 倍。基本上可以使用家用冰箱的（便宜的）压缩机，但必须防止压缩机过热，因为它不是为氦气设计的。还必须通过高质量的净化捕集器防止油蒸气进入再生器。

### 冷却循环

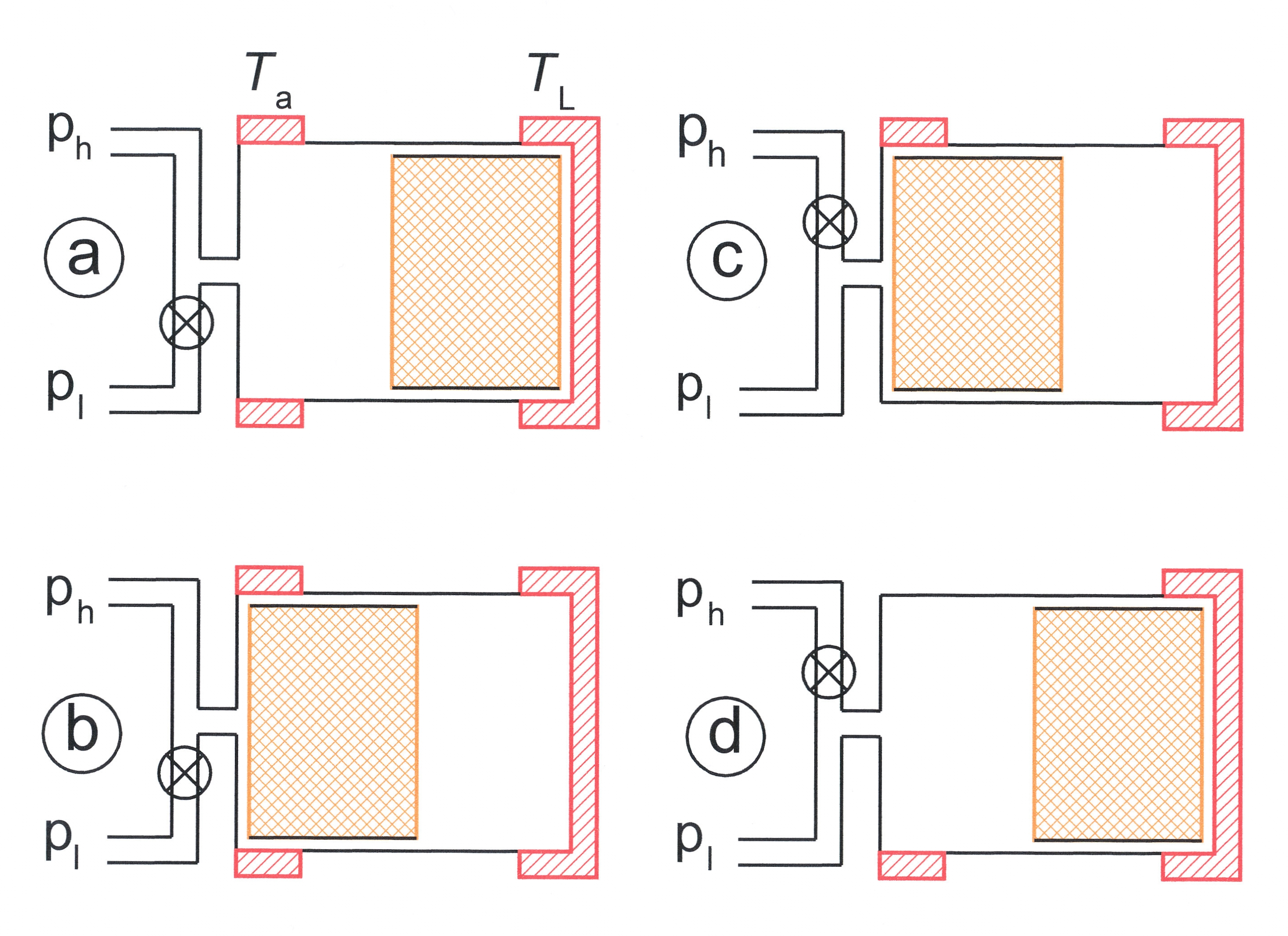
图 6 GM 冷却器冷却循环的四个阶段。

循环开始时低压阀(Pl)关闭，高压阀(Ph)打开，再生器(也可称为，热量置换器)一直向右移动（因此在寒冷地区）。所有气体都处于室温。
- 从a到b。当冷头连接到压缩机的高压侧时，再生器向左移动。气体在环境温度T a下进入再生器，气体在其中释放热量到蓄热材料，然后以温度T L离开，进入低温侧。
- 从 b 到 c。 高压阀(Ph)关闭，低压阀(Pl)打开，再生器位置固定。部分气体通过再生器流向压缩机的低压侧。气体膨胀。膨胀是等温的，因此热量从应用中吸收。这是产生有用的冷却能力的地方。
- 从 c 到 d。再生器向右移动，冷头连接到压缩机的低压侧，迫使冷气体通过再生器，同时从再生器吸收热量。
- 从 d 到 a。 低压阀(Pl)关闭，高压阀(Ph)打开，再生器位置固定。现在位于冷头热端的气体被压缩，热量被释放到周围环境中。在这一步结束时，我们回到了位置 a。

## 脉冲管制冷机

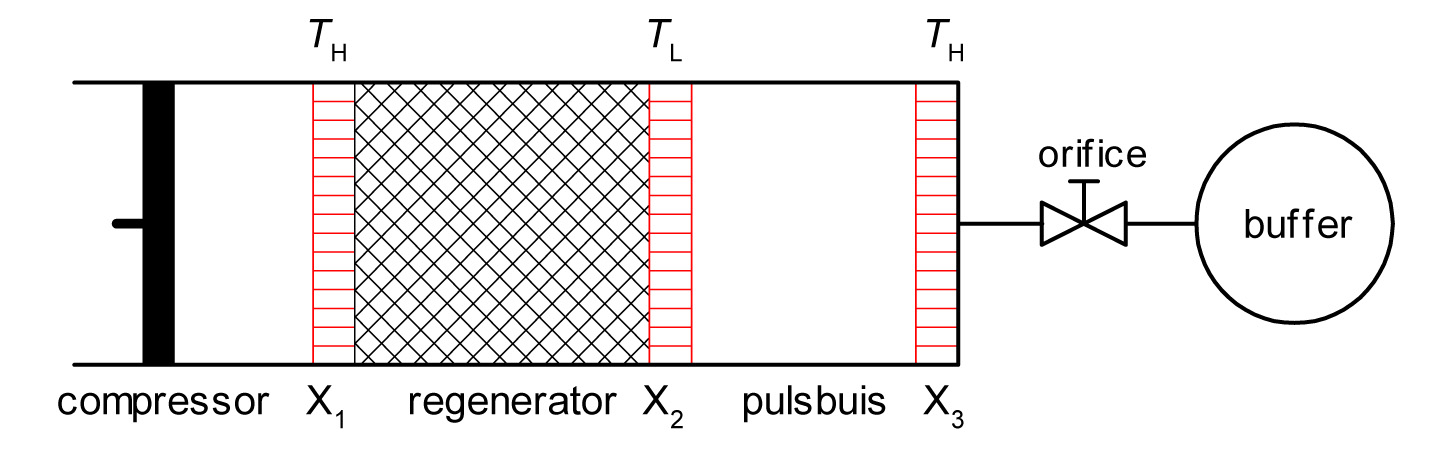
图 7 斯特林型单孔 PTR 示意图。

图 7 示意性地表示了所谓的斯特林型单孔 PTR。从左到右，它包括： 一个前后移动的活塞；热交换器X 1 (后冷却器)，其中在室温( T a )下将热量释放到环境中；再生器；低温下的热交换器 X L ( T L )，从应用中吸收热量；管子，通常称为脉冲管；换热器X 3至室温（ T a ）；流动阻力（孔口）；缓冲体积，其中压力p B实际上是恒定的。

## 焦耳-汤姆逊冷却器

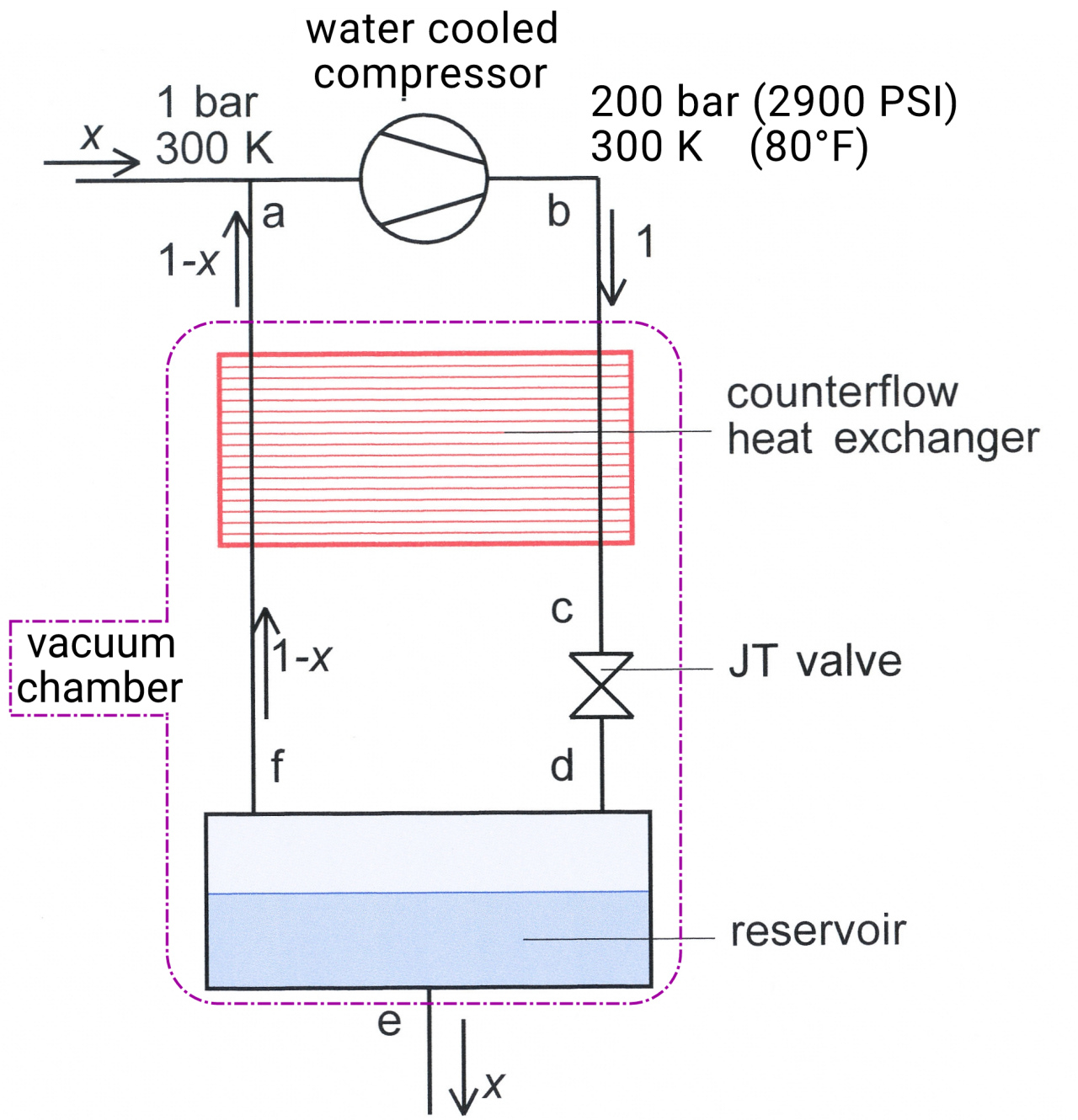
图 8 JT 液化器示意图。压缩气体的一部分x作为液体被移除。在室温下，它以 1 巴的气体形式供应，因此系统处于稳定状态。

焦耳-汤姆 (JT) 冷却器是由 Carl von Linde 和 William Hampson 发明的，因此也被称为 Linde-Hampson 冷却器。它是一种简单类型的冷却器，广泛用作低温冷却器或冷却剂（末级）。它可以很容易地小型化，但它也在天然气液化中得到了非常大规模的使用。图 8 给出了 JT 液化器的示意图。它由压缩机、逆流换热器、JT阀和储液器组成。

### 冷却循环
在图 8 中，压力和温度指的是氮气液化器的情况。在压缩机入口处，气体处于室温 (300 K) 和 1 bar 压力（a 点）。压缩热通过冷却水带走。压缩后气体温度为环境温度 (300 K)，压力为200巴（2,900磅力每平方英寸） （b 点）。接下来它进入预冷逆流热交换器的热（高压）侧。它在 c 点离开交换器。 JT 膨胀后，d 点温度为77.36 K（−195.79 °C；−320.42 °F）和 1 巴的压力。液体分数是x 。液体在储罐底部离开系统（e 点），气体（1 − x部分）流入逆流热交换器的冷（低压）侧（f 点）。它在室温下离开热交换器（点 a）。为了使系统保持稳定状态，供应气体以补偿已去除的液体部分x 。
当用作低温冷却器时，最好使用混合气体而不是纯氮气。通过这种方式提高了效率并且高压远低于 200 巴。
有关焦耳-汤姆森冷却器和焦耳-汤姆森制冷机的更详细描述，请参见。 

## 最新发展及应用
低温冷却器是红外探测、超导电子和量子计算等先进应用中的关键技术，目前，研发人员已经为超导光子探测器开发了紧凑型低温冷却器。 
美国空军研究实验室发布的报告，公开了一项为期7年的研发项目，旨在发展基础科学和技术以在10~150 K的超低温范围内实现固态冷却。此项目由美国空军支持，研究人员来自俄亥俄州立大学、麻省理工学院、加州理工学院、波士顿大学和密歇根州立大学等机构。 
该报告指出，n-型铋锑纳米材料和p-型镱钯铂合金复合材料在提高该超低温范围内的冷却性能方面表现出了特殊的进步。 “唐-崔瑟豪斯理论”（由唐爽和崔瑟豪斯夫人于麻省理工学院提出）指出，量子限制效应下的铋锑合金纳米结构，具有超强的各向异性输运性质，可以更大程度上优化77 K以下的相关热电超低温制冷性能，从而满足卫星和空间站等特殊应用的要求。    